# Костёл францисканцев (Львов)
Костёл франциска́нцев (построенный как монастырь капуцинов и костёл Непорочного Зачатия Пресвятой Девы Марии) — культовое сооружение во Львове (Украина), памятник архитектуры. Расположено на улице Тараса Бобаныча, 1.

## Монастырь капуцинов
Здание построено в 1708 году для монастыря католиков-капуцинов. Монастырь был основан в 1707 году Елизаветой Сенявской. Земли для построения храма и монастыря пожертвовал Андрей Домбровский, полковник польских войск. После почти двух лет стараний о получении разрешения на строительство 12 июня 1709 года было освящено место под застройку храма и монастыря и установлен крест. Строительство монастыря начали весной 1710 года и в 1715 году было завершено строительство монастыря. Торжественное освящение храма Непорочного Зачатия Пресвятой Девы Марии провёл 21 мая 1718 года львовский римокатолический архиепископ Ян Скарбек.
Капуцинский монастырь был ликвидирован в рамках Регуляции приходов и монастырей в 1784 году, проведённой новыми, австрийскими властями. 5 мая 1786 года львовские капуцины оставили свой монастырь. Монастырскую библиотеку передали Львовскому университету.

## Последующая история
В 1785 году перешло к францисканцам. В советское время было закрыто для отправления культов, в монастырских помещения располагалось профессиональное училище с общежитием. В храме находился склад, а в алтарной части — столовая. В 1990-е годы передано общине адвентистов седьмого дня.
Современный вид костёл приобрёл после реставрации в 1833 году. Кирпичный, трехнефный, средний неф, значительно выступающий над боковыми, по фасаду объединяется характерным барочным мотивом — волютами.
Фасад достаточно скромный, его плоскость оживляют пилястры, портал и рельефы между окнами на втором ярусе. Фасад завершается строгим трёхугольным фронтоном. Пристенок с фронтонами был пристроен в 1902 году.
К бывшему костёлу францисканцев примыкает сохранившееся бывшее здание монастыря, также принадлежащее религиозной общине адвентистов седьмого дня.